# Амлед
Принц А́млед (лат. Amlethus, исл. Amlóði) или А́млет — персонаж средневековых скандинавских легенд, прототип принца Гамлета — героя трагедии Уильяма Шекспира «Гамлет, принц Датский». Выведен в «Деяниях данов» Саксона Грамматика, написанных в начале XIII века, и в «Хронике конунгов из Лейре». Амлед — сын Хорвендила (Орвендела), короля ютов, и Геруды, который мстит своему дяде за отца. Часто предполагалось, что история Амледа взята из исландской саги, но такой литературный памятник не был найден; сохранившиеся саги об Амледе написаны позже «Деяний данов» и, по-видимому, под их влиянием.
В изложении Саксона Грамматика Амлед — сын короля ютов Хорвендила и Геруды, внук короля данов Хрёрика Метателя Колец, живший в языческие времена (то есть до 827 года, когда Дания приняла христианство). Хорвендил погиб от руки своего брата Фенга, который потом женился на Геруде. Амлед притворился безумным, чтобы дядя не заподозрил его в желании отомстить. Фенг решил избавиться от племянника: он отправил Амледа к королю Англии и в письме попросил казнить его. Однако принц нашёл письмо и отредактировал его текст, заменив своё имя на имена сопровождающих и добавив просьбу о династическом браке. Английский король обручил Амледа со своей дочерью. Через год Амлед вернулся на родину, где его уже считали умершим. Он присоединился к погребальному пиру, устроенному в память о нём, напоил допьяна всех присутствующих, а потом сжёг королевский дворец вместе с ними, включая Фенга.
Затем Амлед стал королём данов. Он женился на английской принцессе, а после её смерти — на королеве Шотландии Геритруде, которая, правда, оказалась ему неверна. Король ютов Виглет, которому Амлед должен был подчиняться, счёл его слишком независимым и начал войну. В сражении Амлед погиб.
Существует предположение, что Саксон Грамматик почерпнул сюжет об Амледе из кельтских источников. «Деяния данов» были опубликованы в 1514 году в Париже и в 1534 в Базеле, благодаря чему история Амледа обрела общеевропейскую известность. В существенно переработанном виде она легла в основу трагедии Уильяма Шекспира «Гамлет, принц Датский».
Дошекспировский вариант был использован в художественном фильме Роберта Эггерса «Варяг» (2022), где Амледа сыграл Александр Скарсгард.